# 韶神星
韶神星（6 Hebe）是小行星帶中較大的小行星，而且有可能是H球粒隕石的母天體，H球粒隕石佔所有墜落地球隕石中40%之多。

## 發現
韶神星是第六顆被發現的小行星，由德國天文學家卡尔·路德维希·亨克於1847年7月1日發現，亦是他繼義神星後發現的小行星。

## 命名

韶神星是左邊第六個天體

Hebe這個名字是由高斯提出的，这是希臘神話中宙斯与赫拉所生的青春女神赫柏的名字。中文則譯作韶神星，其中的“韶”解作青春。

## 特徵
測光觀測表明，韶神星的外形頗多棱角，可能擁有幾個巨形隕石坑[4]。韶神星為順向自轉的小行星，自轉軸傾角約為42°(約有10°的誤差)
韶神星甚為光亮，假如它是H球粒隕石母天體的推測正確，那麼表面成分應該是硅酸鹽顆粒岩石混合鎳-鐵合金，而其形成過程如下：
1. 巨大撞擊令表面富鐵的H球粒隕石熔化。這些較重的金屬沉澱在熔岩湖底，形成一在硅酸鹽下的金屬層。
2. 其後的大型撞擊將這些層撞碎、混合。
3. 較小型但密集的撞擊使較脆弱的石塊完全粉碎，使表面的金屬比例逐漸增加，直至現時的40%。

## 主要隕石來源

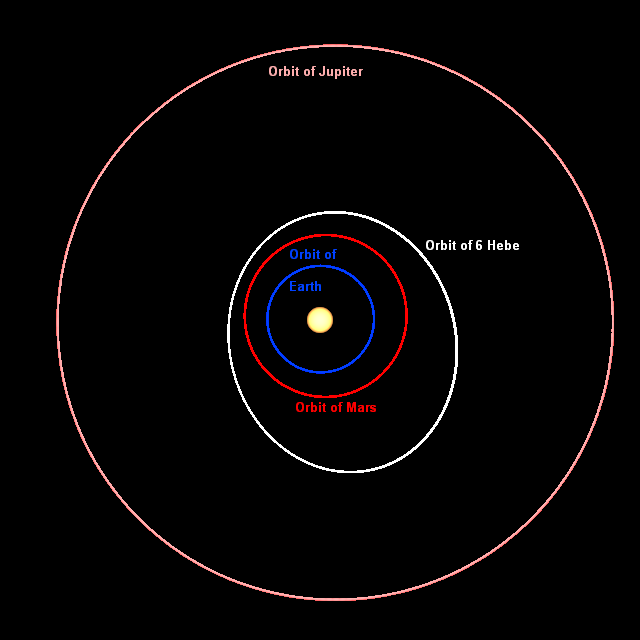
韶神星的公轉軌道

韶神星有可能是H球粒隕石及IIE鐵隕石的母天體，若然屬實，它可能是40%墜落地球隕石的來源。以下是一些有關証據（由Michael J. Gaffey及Sarah L. Gilbert提出[6]）：
- 韶神星的光譜與60%的H球粒隕石及40%的IIE鐵隕石吻合。
- IIE鐵隕石並不常見，可能源自撞擊導致的熔融，而非一顆已分化的小行星核心碎片。
- 由於IIE鐵隕石及H球粒隕石具有類似的痕量礦物及氧同位素比例，因此它們可能來自相同的母天體。
- 具有與普通球粒隕石（包括H球粒隕石，佔所有隕石的85%）相同光譜的小行星極為罕見。
- 韶神星的軌道使它很容易將碎片送到與地球相交的軌道上。較低速(280米/秒)的拋射物便能進入位於2.5天文單位的3:1Kirkwood gap的混沌區域，及位於2.426天文單位的secular resonance區域，傾角為14-16°。
- 分析地球流星物質來源後發現，由於韶神星的位置與相對較大的體積，因此是最有可能的來源[7]，如果它也不是H球粒陨石的来源，那么谁又把这种陨石运到他身上呢?

## Jebe
1977年3月5日，韶神星在3等星天囷八（即鯨魚座γ）前掠過，美國天文學家Paul D. Maley觀測了這次掩星現象，並發現恆星出現二次減光，他認為第二次減光是由韶神星的衛星引起的，他更為這顆衛星起了個Jebe的綽號。（見Heebie Jeebies），但此發現並沒有得到其他觀測証實。

## 外部連結
- MNRAS 7 (1847) 283 （页面存档备份，存于）（發現公告）
- MNRAS 8 (1848) 103 （页面存档备份，存于）

| 前一小行星： (5)義神星 | 小行星列表 | 後一小行星： (7)虹神星 |